# Enrique Flores
Jorge Enrique Flores Yrahory (Santa Cruz de la Sierra, 1 de febrero de 1994) es un futbolista boliviano. Juega como lateral izquierdo o interior izquierdo en San Antonio de la Primera División de Bolivia.

## Trayectoria

### Inicios
Flores comenzó su carrera en clubes de la Asociación Cruceña de Fútbol, primero en 26 de abril, equipo de la división de ascenso y a sus 15 años en Real América.

### Universitario de Sucre
En 2011 reforzó a Universitario de Sucre con el que obtuvo el título de torneo clausura 2014.
En el 2015 con los capitalinos realizaría una campaña histórica en la Copa Libertadores de América llegando hasta los octavos de final.

### Bolívar
En junio de 2016 fue fichado por el Bolívar.

## Selección nacional
Ha sido internacional con la Selección de fútbol de Bolivia en 8 ocasiones sin anotar goles.

## Clubes
| Club                   | País    | Año               |
| ---------------------- | ------- | ----------------- |
| Real América           | Bolivia | 2010 - 2011       |
| Universitario de Sucre | Bolivia | 2011 - 2016       |
| Bolívar                | Bolivia | 2016 - 2020       |
| Always Ready           | Bolivia | 2021 - 2023       |
| Oriente Petrolero      | Bolivia | 2023 - 2024       |
| San Antonio            | Bolivia | 2025 - Actualidad |

## Palmarés

### Títulos nacionales
| Título           | Club                 | Año           |
| ---------------- | -------------------- | ------------- |
| Primera División | Universitario (USFX) | Clausura 2014 |
| Primera División | Bolívar              | Clausura 2017 |
| Primera División | Bolívar              | Apertura 2019 |